# Guadalupe Victoria I
Guadalupe Victoria I är en ort i Mexiko.   Den ligger i kommunen Simojovel och delstaten Chiapas, i den sydöstra delen av landet, 700 km öster om huvudstaden Mexico City. Guadalupe Victoria I ligger 954 meter över havet och antalet invånare är 401.
Terrängen runt Guadalupe Victoria I är varierad. Runt Guadalupe Victoria I är det ganska glesbefolkat, med 45 invånare per kvadratkilometer. Närmaste större samhälle är El Bosque, 4,3 km sydost om Guadalupe Victoria I. I omgivningarna runt Guadalupe Victoria I växer huvudsakligen savannskog.